# Чувашинське
Чува́шинське (каз. Чувашинское) — село у складі Байтерецького району Західноказахстанської області Казахстану. Входить до складу Достицького сільського округу.
Населення — 596 осіб (2021; 585 у 2009, 748 у 1999, 730 у 1989).